# Лидо Виери
Лидо Виери (на италиански: Lido Vieri) е италиански футболист, вратар.

## Кариера
По време на клубната си кариера той играе за Торино, Интер и Пистоезе. Виери печели Копа Италия с Торино през сезон 1967/68 и Серия А през сезон 1970/71 с Интер.

### Национален отбор
Виери има 4 мача за националния отбор на Италия между 1963 и 1968 г. Той е резерва на Дино Дзоф и Енрико Албертози на спечеленото Европейско първенство през 1968 г. у дома, под ръководството на Феручо Валкареджи, както и на Световното първенство през 1970 г.

## Отличия

### Отборни
Торино
- Копа Италия: 1967/68

Интер
- Серия А: 1970/71

### Международни
Италия
- Европейско първенство по футбол: 1968

### Индивидуални
- Зала на славата на ФК Торино